# Sant Cebrià de Salàs
Sant Cebrià de Salàs és una església romànica situada al sud-oest de la vila de Salàs de Pallars, al terme municipal de la qual pertany, en un lloc solitari.
Se'n té constància des del 1112 fins al 1904, any en què, en una visita pastoral, es diu que l'església està en bon estat.
Es tracta d'una construcció romànica tardana, del segle xii. És en ruïnes, però els carreus que en formen les restes duen a aquella data.